# 黃纘緒
黃纘緒（1817年8月4日—1893年12月17日），字紹芳，號啟堂，臺灣清治時期三結街東門口（今宜蘭市）人，原籍福建省漳浦縣，道光廿年（1840年）以24歲之齡參加科舉高中舉人，為開蘭以來第一位。

## 生平
清嘉慶廿二年（1817年）農曆六月廿二日黃纘緒出生，為父親黃厚朴第六子，幼年曾定居於臺北芝蘭堡（今臺北市士林區），傳至其祖父時遷居宜蘭北門。黃纘緒6歲喪母，隔年喪父，由長兄嫂張氏扶養，張氏將黃視如己出。黃年少時師從於秀才陳瑞林，曾因家貧輟學至礁溪二龍村為長工，閒暇之餘日夜苦讀、準備科舉。道光十九年（1839年），時任臺灣兵備道兼學政姚瑩特別批准噶瑪蘭廳府、縣兩考合併舉行，隔年黃纘緒中舉，派任為閩侯縣教諭。其曾任教於仰山書院，咸豐元年（1851年）參與編修《噶瑪蘭廳志》。
黃纘緒中舉後曾七度問鼎進士皆失敗落榜，始將生活重心移轉至經營地產事業，將所持土地租予佃農開墾收取租金，並分發口糧賑濟鄉民。為了墾殖、耕種需要，黃著手興建水利設施，包括灌溉一結、二結、辛仔罕、武暖等約300甲地範圍的「辛永安圳」（後改名「金永安圳」）、灌溉員山、宜蘭、壯圍等1700餘甲地的「金結安圳」以及流經礁溪的「四圍三十九結圳」。其於地方上頗具名望，時常協助排解民間糾紛，並出資捐建宜蘭孔廟、先農壇（今宜蘭市五穀廟）、礁溪協天廟等知名宜蘭廟宇乃至參與矯正民風，包括設置「礁溪庄義塚定界碑」、「嚴禁差胥需索社番貼費碑」、「禁止踐踏塚地乞食祭餘及捐題碑」、「憲禁使用牛油碑」等警示碑。
黃纘緒雅好戲曲，為北管西皮派領袖。
黃纘緒於光緒十九年（1893年）農曆十一月十日逝世，享年77歲；隔年正式安葬於四圍堡草湳山頂。

## 宅第
光緒三年（1877年），黃纘緒新建家宅於宜蘭市東門附近（今新民路旁）。1996年因都市計畫等因素，其後人將黃宅建築結構及文物捐贈予國立傳統藝術中心，2001年6月依原貌重新組建於宜蘭五結鄉傳藝園區。

## 家族
黃纘緒娶妻五人，其中正室名朱粉；側室四人為林玉梅、林東梅、張聯珠、賴月，育十三子分別名為：作楫、作棟、作樑、作楹、作銘、作福、作淑、作琮、作璜、作霖、作墉、作楨、作照，派下族繁衍茂。

## 外部連結
- 黃纘緒生平簡歷-宜蘭‧天晴‧風雨香 （页面存档备份，存于）